# No Vacancy
«No Vacancy» — песня американской поп-рок группы OneRepublic. Она была выпущена как сингл с помощью цифровой загрузки 28 апреля 2017 года. Песня была написала участниками группы Райаном Теддером, Брентом Катцлом, Дрю Брауном, Заком Филкинсом, а также Тором Эриком Хермансеном, Микелем Сторлером Эриксеном, и была спродюсирована Теддером и Stargate.

## Происхождение
После выпуска четвертого студийного альбома OneRepublic Oh My My, группа прекратила все планы продвижения альбома и гастролей. Райан Теддер описал в длинном сообщение на официальной странице группы в Facebook, что они страдают от «тревоги» из-за постоянных гастролей, работы в студии, продвижения альбома. Теддер сказал, что группа будет выпускать новую песню «каждый месяц», «иногда каждую неделю», отходя от концепции альбомов. Далее он рассказал о будущих релизах группы, заявив, что «песни будут разнообразными, с разными коллаборациями, и, поначалу, будут казаться странными. Некоторые будут ремиксами, другие будут исполнены только гитаре или фортепиано. Новый стиль, некоторые из песен будут звучать классически и олдскульно или „очень OneRepublic“». В том же сообщении Теддер подтвердил, что через 2 недели после выпуска «No Vacancy» будет выпущена следующая песня.

## О песне
«No Vacancy» — поп-песня, вдохновленная дэнсхоллом. Особенность песни в фальцете вокалиста и Райана Теддера, Ска-вдохновленных гитар и использования синтезаторов. Она была написана Теддером, Брентом Катцлом, Дрю Брауном, Заком Филкинсом, а также Тором Эриком Хермансеном, Микелем Сторлером Эриксеном. Песня была спродюсирована Райаном Теддером вместе с норвежским музыкальным дуэтом Stargate и была записана во время сессий записи в январе 2017 года.
Он включает фальцет-вокал от лидирующего вокалиста и автора песен Райана Теддера, ска-вдохновленных гитар и интенсивного использования синтезаторов. Он был написан Теддером, Брентом Кутцле, Дрю Брауном, Заком Филькинсом, а также Тором Эриком Хермансеном и Миккелем Сторлером Эриксеном. Он был выпущен Теддером вместе с норвежским музыкальным дуэтом Stargate и был записан во время серии сессий записи в январе 2017 года.

## Список композиций
- Цифровая загрузка

1. «No Vacancy» — 3:43

## Состав
OneRepublic
- Райан Теддер — вокал, гитара, фортепиано, бас, барабаны, перкуссия.
- Брент Катцл — бас-гитара, бэк-вокал, фортепиано.
- Дрю Браун — гитара, бэк-вокал, пиано, бас, барабаны, перкуссия.
- Эдди Фишер — барабаны, перкуссия.
- Зак Филкинс — гитара, бэк-вокал, барабаны, перкуссия.

Дополнительный персонал
- Stargate — продюсирование.

## Хронология выпуска
| Регион  | Дата           | Формат            | Лейбл                                  |
| ------- | -------------- | ----------------- | -------------------------------------- |
| Мировой | 28 апреля 2017 | Цифровая загрузка | Mosley Music Group, Interscope Records |